# 辛讜
辛讜（？—？），兰州金城县（今甘肃省兰州市）人，庞勋之变中的义士。
太原尹辛雲京之孫，父早亡，由叔父辛晦抚养长大。辛讜通诗文，身材瘦小，有神力，“自力更生，丰衣足食”，好行侠仗义。初事李峄，主钱谷。辛讜性格廉劲，遇事不处文法，皆与之合。罢居扬州，年五十，不肯入仕。咸通九年（868年）十月，徐州龐勳自桂州擅還，又派遣劉佶以精兵數千人協助吳迥攻打泗州。时辛讜寓居广陵，会见泗州刺史杜慆后，自願出城至淮浙向杜審權求援，遂與死士十人，手執長柯斧，大破敵寨而出。又與四百壯士從扬州、润州取得糧草。
十一月，终解泗州城之围，杜慆与下属“迎泣，表其功于朝，授监察御史”。其后《旧唐书》和《新唐书》的记载有所不同。辛谠无子，只有寄居广陵的侄子辛山僧、辛元老，辛谠视他们为嗣子。每次出城，则书二人姓名，对杜慆曰：“志之，得嗣为幸。”杜慆益感之。平定庞勋之变后，授辛谠泗州团练判官、侍御史。杜慆迁郑滑节度使，辛谠亦从之，为宾佐。杜慆逝世后，乃退归江东，以隐居为事。
《新唐书》则记：初，辛谠求救也，过家十余次，未曾会见妻儿，得粮累二十万。辛谠子及侄子皆客居于广陵，托杜慆曰：“使先人不乏祀，公之惠也。”后辛讜以功第一，拜亳州刺史，徙曹、泗二州。乾符末，终岭南节度使。

## 延伸阅读
[在维基数据编辑]
 《舊唐書·卷187下》，出自刘昫《舊唐書》
 《新唐書·卷193》，出自《新唐書》